# تونينيو سيسيليو
تونينيو سيسيليو (بالبرتغالية: Toninho Cecílio‏) (22 مايو 1967 في البرازيل – )؛ هو لاعب كرة قدم سابق كان يلعب كمدافع.

## وصلات خارجية
- تونينيو سيسيليو على موقع رابطة كرة القدم اليابانية للمحترفين (اليابانية)
- تونينيو سيسيليو على موقع قاعدة بيانات كرة القدم.إي يو (الإنجليزية)
- تونينيو سيسيليو على موقع Soccerway.com (الإنجليزية)
- تونينيو سيسيليو على موقع عالم كرة القدم.نت (الإنجليزية)